# جيريمي كينش
جيريمي كينش (بالإنجليزية: Jeremy Kench)‏ مواليد 27 أبريل 1984 في ويلينغتون، هو لاعب كرة سلة نيوزلندي معتزل. بدأ مسيرته الاحترافية في سنة 2003. اعتزل اللعب في 2015. لعب مع إلوارا هوكز في الدوري الأسترالي لكرة السلة.

## روابط خارجية
- جيريمي كينش على موقع الاتحاد الدولي لكرة السلة (الإنجليزية)
- جيريمي كينش على موقع كرة السلة الأوروبية.كوم (الإنجليزية)
- جيريمي كينش على موقع ريلجم (الإنجليزية)
- جيريمي كينش على موقع بروبوليرز (الإنجليزية)
- جيريمي كينش على موقع سبورتس رفرنس (الإنجليزية)